# Хмельник (Закарпатская область)
Хмельник (укр. Хмільник) — село в Каменской сельской общине Береговского района Закарпатской области Украины.
Население по переписи 2001 года составляло 866 человек. Почтовый индекс — 90126. Телефонный код — 3144. Занимает площадь 8,26 км². Код КОАТУУ — 2121984804.